# St.-Brice’s-Day-Massaker
Beim St.-Brice’s-Day-Massaker am 13. November 1002 (dem Gedenktag des hl. Brictius) wurden auf Anordnung von König Æthelred die in England lebenden Dänen getötet.

## Hintergrund
Seit 997 kam es jedes Jahr zu Überfällen durch dänische Wikinger. Die Wikinger forderten immer höhere Tributzahlungen, das sogenannte Danegeld, die Æthelred gezwungenermaßen zahlte, da er sich nicht gegen die Überfälle wehren konnte.

## Das St.-Brice’s-Day-Massaker
Als seine Berater ihm im Jahr 1002 mitteilten, dass sich die Dänen im Danelag gegen ihn verschworen hätten, ordnete Æthelred an, alle in England lebenden Dänen umbringen zu lassen.
In der Anglo-Saxon Chronicle heißt es hierzu: „Der König ordnete an, alle in England lebenden Dänen am St.-Bricius-Tag – dem 13. November – zu töten, weil er in Erfahrung gebracht hatte, dass sie sich verschworen hatten, ihn und seine Ratgeber umzubringen und sich sein Reich anzueignen.“
Bei dem Massaker wurde vermutlich auch eine Frau namens Gunhilde umgebracht, von der angenommen wird, dass sie die Schwester des dänischen Königs Sven Gabelbart war.

## Folgen
Æthelreds Versuch, Stärke gegenüber den dänischen Wikingern zu zeigen, erreichte genau das Gegenteil. Sven hatte nun also eine Rechtfertigung, England zu erobern, was er in den Folgejahren auch mit Erfolg tat. 1013 vertrieb er Æthelred in die Normandie und war bis zu seinem Tode der faktische Herrscher Englands.

## Historisch-kritische Betrachtung
Es war bisher umstritten, welches Ausmaß der Angriff auf die dänischen Siedler tatsächlich erreichte und ob der Begriff Massaker in diesem Zusammenhang nicht eher eine Übertreibung darstellt. Auch wurde vermutet, dass nicht die direkt im Danelag lebenden Dänen umgebracht wurden, sondern vielmehr die, die in den umliegenden Städten wie Oxford, Bristol und London lebten.